# 古謝樹
古謝 樹（こじゃ たつき、2001年8月18日 - ）は、神奈川県横浜市保土ケ谷区出身のプロ野球選手（投手）。左投左打。東北楽天ゴールデンイーグルス所属。

## 経歴

### プロ入り前

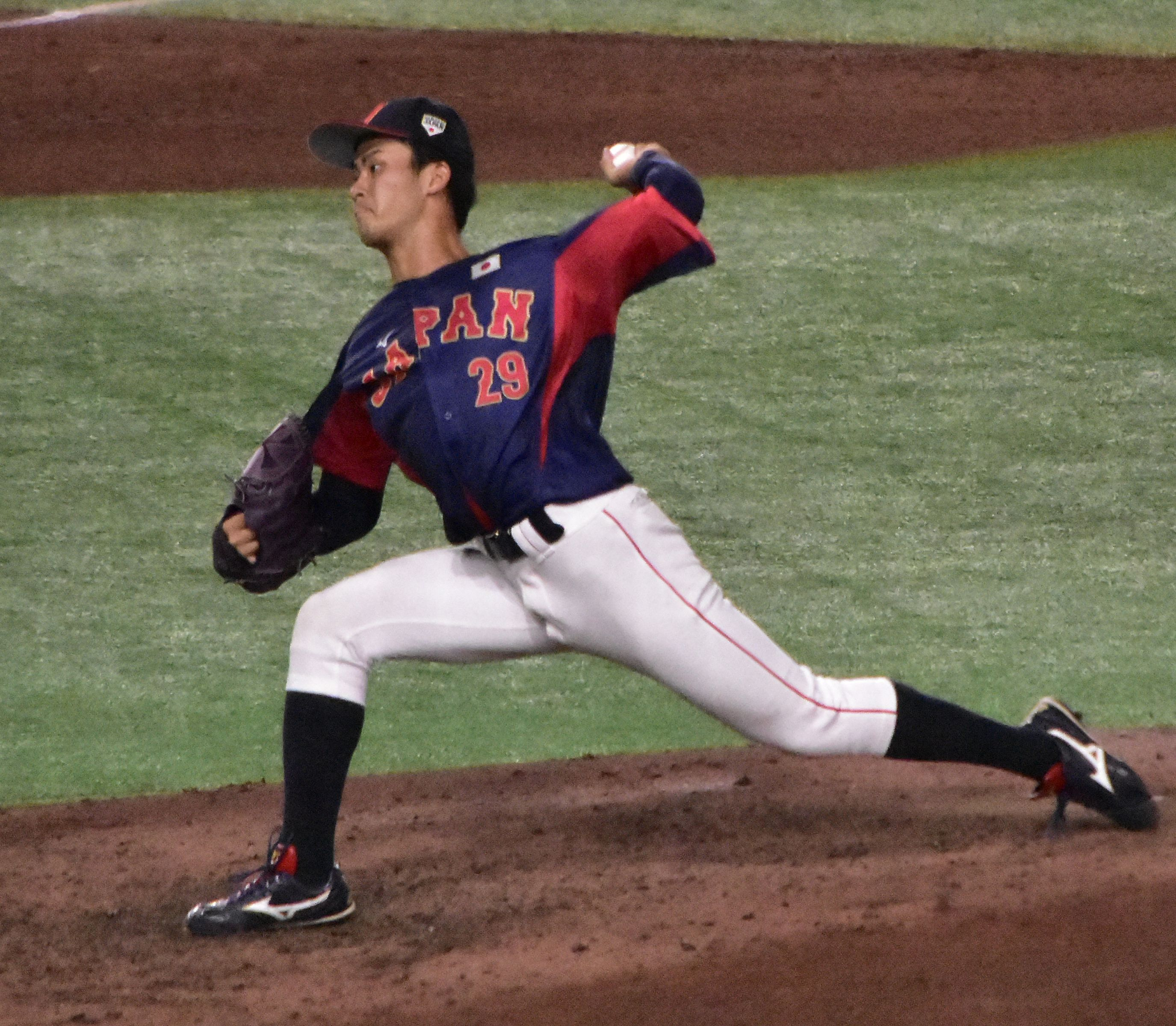
WBSC U-18野球ワールドカップ
（2023年8月28日 東京ドーム）

横浜市立瀬戸ケ谷小学校時代に山友スターズ（58期生）で野球を始め、横浜市立岩崎中学校では軟式野球部に所属していた。
湘南学院高等学校では当時臨時コーチを務めていた小倉清一郎から指導を受けた。3年夏は神奈川大会3回戦で県立相模原にコールド負けを喫した。3年間で甲子園大会出場はなかった。
高校卒業後は桐蔭横浜大学へ進学し、2年春からリーグ戦に登板。3年秋のリーグ戦では5勝を記録して優勝に貢献し、最優秀投手賞を受賞した。4年春に出場した全日本大学野球選手権大会では、仙台大学との初戦で自己最速を更新する153km/hを計測した。日米大学野球選手権大会、侍ジャパンの壮行試合などに出場した後、2023年9月6日にプロ志望届を提出した。同期に伊禮海斗がいる。
2023年10月26日のドラフト会議では常廣羽也斗、前田悠伍を抽選で外した東北楽天ゴールデンイーグルスが外れ外れ1位にて交渉権を獲得した。11月14日、契約金1億円、年俸1600万円で入団に合意（金額は推定）。背番号は17。

### 楽天時代
2024年はオープン戦で2試合に登板するも防御率4.50という成績で、開幕一軍入りはならなかった。5月25日の北海道日本ハムファイターズ戦でプロ初登板初先発となり、6回2失点と粘投したものの、打線の援護に恵まれずプロ初黒星。登録抹消を経て6月8日の中日ドラゴンズ戦で2度目の一軍先発登板となり、6回2失点に抑えてプロ初勝利を挙げた。最終的に15試合に登板し、5勝8敗、防御率4.32の成績を残した。

## 選手としての特徴
力感がなく出どころの見えにくい投球フォームは湘南学院高校1年時、かつて横浜高校で松坂大輔らを育てた小倉清一郎が臨時コーチに就任し、同氏の指導で成瀬善久を参考にして作り上げたものであり、最大の特徴である。
持ち球は最速153km/hのストレート、スライダー、フォーク、チェンジアップなどを投じる。130km/h前後のスライダーを決め球としている。

## 人物
- 北海道日本ハムファイターズの細野晴希とは練習中や試合中、ベンチに戻る際に談笑しており、仲が良い。

## 詳細情報

### 年度別投手成績
| 年 度     | 球 団     | 登 板 | 先 発 | 完 投 | 完 封 | 無 四 球 | 勝 利 | 敗 戦 | セ 丨 ブ | ホ 丨 ル ド | 勝 率 | 打 者 | 投 球 回 | 被 安 打 | 被 本 塁 打 | 与 四 球 | 敬 遠 | 与 死 球 | 奪 三 振 | 暴 投 | ボ 丨 ク | 失 点 | 自 責 点 | 防 御 率 | W H I P |
| --------- | --------- | ----- | ----- | ----- | ----- | -------- | ----- | ----- | -------- | ----------- | ----- | ----- | -------- | -------- | ----------- | -------- | ----- | -------- | -------- | ----- | -------- | ----- | -------- | -------- | ------- |
| 2024      | 楽天      | 15    | 15    | 0     | 0     | 0        | 5     | 8     | 0        | 0           | .385  | 347   | 83.1     | 70       | 10          | 31       | 1     | 7        | 58       | 0     | 0        | 42    | 40       | 4.32     | 1.21    |
| 通算：1年 | 通算：1年 | 15    | 15    | 0     | 0     | 0        | 5     | 8     | 0        | 0           | .385  | 347   | 83.1     | 70       | 10          | 31       | 1     | 7        | 58       | 0     | 0        | 42    | 40       | 4.32     | 1.21    |

- 2024年度シーズン終了時

### 年度別守備成績
| 年 度 | 球 団 | 投手  | 投手  | 投手  | 投手  | 投手  | 投手     |
| 年 度 | 球 団 | 試 合 | 刺 殺 | 補 殺 | 失 策 | 併 殺 | 守 備 率 |
| ----- | ----- | ----- | ----- | ----- | ----- | ----- | -------- |
| 2024  | 楽天  | 15    | 5     | 7     | 1     | 0     | .923     |
| 通算  | 通算  | 15    | 5     | 7     | 1     | 0     | .923     |

- 2024年度シーズン終了時

### 記録
初記録
投手記録
- 初登板・初先発登板：2024年5月25日、対北海道日本ハムファイターズ6回戦（楽天モバイルパーク宮城）、6回2失点で敗戦投手[16]
- 初奪三振：同上、3回表に五十幡亮汰から空振り三振
- 初勝利・初先発勝利：2024年6月8日、対中日ドラゴンズ2回戦（バンテリンドーム ナゴヤ）、6回9安打2失点[18]
- 初完投・初完投勝利・初完封・初完封勝利：2025年4月6日、対千葉ロッテマリーンズ3回戦（ZOZOマリンスタジアム）、9回無失点[27]

打撃記録
- 初打席：2024年6月8日、対中日ドラゴンズ2回戦（バンテリンドーム ナゴヤ）、2回表にウンベルト・メヒアから投犠打失策

### 背番号
- 17（2024年[11] - ）

### 代表歴
- 2023年 第44回日米大学野球選手権大会 日本代表